# НАИВ
НАИВ (сокращение от раннего названия группы «Новые арлекины и вольтижёры») — советская и российская панк-рок-группа.

## История группы
Группа НАИВ была основана осенью 1988 года Максимом Кочетковым и Александром Ивановым. В 1989 году она входит в состав «Московской Рок-Лаборатории», в этом же году выпускает свой демо альбом «Джуан-Дзы Едет в Тамбов», а уже в 1990 выпускает свой первый альбом «Switch-Blade Knaife» на американском лейбле «Maximum Rock’N’Roll».
Дебютный альбом группы «НАИВ» «Switch-Blade Knaife» месяцами держался в хит-парадах национальных радиостанций и занял шестое место по продажам среди наиболее популярных в СССР альбомов панк-рок-групп.
Вслед за вторым альбомом группы «Пива для Наива» последовало турне по странам Европы, организованное датской фирмой Subvert Productions в 1993 году: Финляндия, Норвегия, Дания, Швеция, Германия, Бельгия, Голландия, Австрия, Швейцария, Чехия, Словакия и Италия — в общей сложности 40 концертов (из которых 10 совместно с группой Coffin Break из Сиэтла и одно выступление в Берлине с группами Coffin Break и DOA).
В новогоднюю ночь «НАИВ» участвует в программе «Первая ночь с Олегом Меньшиковым» на телеканале НТВ с собственной версией песни поп-певицы Валерии «Часики».

### 2005 год
30 января в клубе Точка проходит 7-й фестиваль «Панки в городе». Впервые на фестиваль была приглашена западная группа. Это были Skin of Tears из Германии.
7 мая «НАИВ» выпускает сборник «Punk-o-мания 3». На сборнике группа представляет новейшую песню «Что нам делать?»
Клип на эту же песню активно поддерживают все музыкальные телеканалы.
Летом группа «НАИВ» принимает участие во множестве рок-фестивалей:
10 июля на фестивале «Нашествие» в городе Алма-Ата (Казахстан), 24 июля на фестивале «Крылья» в Тушино, 30 июля на фестивале «Старый Мельник» в Кишинёве (Молдова), 5 августа на фестивале «Нашествие» в Эммаусе (главная сцена), 7 августа НАИВ стал соорганизатором панк-блока на «Нашествии», представив подопечные группы, а также выступив с одной песней, кавером на Sex Pistols «Anarchy in the U.K.». Заканчивается лето грандиозным фестивалем «Панки в городе-8», проходившем в клубе Точка. 26 августа там вместе с НАИВом выступили Кеды, Приключения Электроников, Шлюз, Distemper, Блондинка КсЮ и многие другие.
8 сентября в «Чартовой Дюжине» «Нашего Радио» стартует новая песня группы «Моё Сердце (Не Остановилось)». Песня продержалась в этом хит-параде более 14 недель и поднималась до 3-го места.
В октябре НАИВ даёт совместный с группой Король и Шут тур в поддержку вышедшего трибьюта группы Сектор Газа, в котором «НАИВ» принял участие с песней «Возле Дома Твоего».
18 ноября выходит альбом-трибьют группе «НАИВ» «Наивные песни», в котором принимают участие звёзды отечественного рока: Ленинград, Агата Кристи, Король и Шут, Пилот, Кеды, Кирпичи и многие другие. Свои версии песен группы «НАИВ» представили 22 артиста. 18 ноября состоялась презентация альбома-трибьюта в клубе Точка.
16 декабря «НАИВ» отпраздновал своё 17-летие большим сольным концертом в Санкт-Петербурге, а 18 декабря в Москве.

### 2007—2008 годы
В этом году «НАИВ» записывает эксклюзивную версию песни для компьютерной игры «Адреналин 2:Час пик» Вот что отметил Дмитрий Хакимов, директор и барабанщик группы: 
«Специально для игры „Адреналин 2: Час Пик“ мы сделали индустриальную (впервые в нашей 19-летней истории) версию песни „Надейся На Себя (Адреналин)“. Мы сами очень довольны результатом».
В конце 2008 года, по случаю своего 20-летия, «НАИВ» даёт юбилейное турне по городам России, завершающееся большим концертом в концертном клубе «Б1» в Москве.

### Творческий отпуск (2009—2013)
В январе 2009 года группа объявила о том, что после окончания концертного тура в апреле, уйдёт в творческий отпуск на неопредённый срок. Этому решению поспособствовало множество причин, в том числе личного характера, а также творческие разногласия между участниками группы. 6 февраля была выпущена песня «20 лет одиночества», в которой, по словам Александра «Чачи» Иванова полностью объяснены причины ухода группы в отпуск. Чача назвал эту песню прощальной. В марте, в преддверии прощального концерта группы, был выпущен сборник лучших песен «Наива» — «20 лет одиночества», в который, помимо хитов группы, вошла и новая одноимённая песня. 4 апреля в столичном клубе CDK МАИ состоялся последний концерт группы. В прощальной речи, обращённой к поклонникам, музыканты не исключили воссоединение группы в будущем.
Александр «Чача» Иванов занялся новым проектом Radio Чача, к которому в 2011 году присоединился бас-гитарист «Наива» Николай Богданов. Тем временем Дмитрий «Snake» Хакимов и Валерий Аркадин стали участниками коллектива Глеба Самойлова The Matrixx.

### Воссоединение и Populism (2013—2016)
Весной 2013 года группа «Наив» объявила об окончании творческого отпуска. Первый концерт группы состоялся 26 июля в эфире канала «Москва 24». На этом выступлении Чача сказал, что группа пока не работает над новым материалом из-за определённых творческих противоречий, а о дальнейшей судьбе «Наива» можно будет говорить после концертного тура, посвящённого 25-летию группы. 2 августа «Наив» выступил на фестивале Kubana, став хэдлайнером его второго дня. В октябре группа выпустила кавер на песню «Ляписа Трубецкого» «Ранетое сердце», а в ноябре отправилась в большой юбилейный тур, посвящённый 25-летию коллектива.
В июне 2014 года «Наив» выпустил первую за 5 лет собственную песню — «Тройка», а в октябре музыканты объявили, что начали работу над полноценным студийным альбомом. Осенью 2014 года «Наив» выпустил ещё 2 песни — «Другие» и «На пределе», а также записал концертный DVD «На арене».
Весной 2015 года «Наив» отметил концертным туром 15-летие альбома «Оптом и в розницу».
В сентябре 2015 года группа выпустила ещё одну песню с грядущего альбома — «Вверх», а 1 ноября вышел и сам альбом, который получил название Populism и стал первой за 9 лет студийной пластинкой «Наива». Концертная презентация диска прошла 14 ноября 2015 года в московском клубе Ray Just Arena.

### Make Naïve great again (2017—н.в.)
В мае 2017 года Александр «Чача» Иванов объявил о названии нового альбома. По словам Александра «Чачи» Иванова, несколько песен на будущем альбоме будут посвящены президенту Трампу, но, как отметил артист, «Наив» не обойдет вниманием и российских политиков. Пластинка будет называться «Make Naïve great again» : 
"Новая пластинка называется «Make Naïve great again» — «Сделать Наив великим снова». Я использую в данном случае… ну, глумлюсь как бы, над популярным лозунгом президента США, который сейчас у нас Трамп, если кто-то из наших слушателей не знает. Мистер Трамп — плохой, нехороший, злой и гадкий дядька и его лозунг «Сделать Америку великой снова» я использую в своих целях — сделать «Наив» великим снова!
18 августа 2017 года состоялась премьера песни группы Наив «Я — панк-рокер и алкоголик», которая стала первым синглом с нового альбома коллектива.
Песня была записана на студиях «R-sound» и «Good News Studio», а сведена на студии «DRYGVA Studio», звукорежиссером Алексеем Стецюком, работавшим ранее над альбомами групп Tracktor Bowling и Слот. «Песня „Я — панк-рокер и алкоголик“ была написана около двух с половиной — трех недель назад. Песня эта автобиографическая и на ваш вопрос созвучен ли лирический герой со мной — я вынужден ответить, что да, без сомнения! Лирический герой этой песни, собственно говоря, и есть я», — рассказал в интервью «Нашему радио» вокалист Наив Александр «Чача» Иванов.
Пластинка под названием «Make Naive Great Again», в которой Чача обещал вернуться к звучанию «старого Наива», вышла 1 апреля 2018 года.
В 2019 году группу покинул гитарист Валерий Аркадин. В качестве замены в коллективе поочерёдно играли Илья Лемберг (ранее уже работавший с группой), Николай Стравинский и Василий Лопатин. Начиная с 2024 года, с группой снова гастролирует Николай Стравинский.

## Состав
| - Александр «Чача», «Человек и пароход», «C.Razy» Иванов — вокал, лидер группы (1988—2009, 2013—настоящее время) - Дмитрий «Snake» Хакимов — барабаны, директор группы (1996—2009, 2013—настоящее время) - Николай Богданов — бас-гитара, бэк-вокал (1998—2009, 2013—настоящее время) | - Максим «Fat» Кочетков — бас-гитара (1988—1993) - † Михаил «Майк» Полещук — барабаны (1988—1996) - Руслан «Ступ» Ступин — гитара (1988—2000) - Денис «Пит» Петухов — бас-гитара (1993—1998) - † Алексей Терин — барабаны (1996) - Александр «Голый» Голант — гитара, бэк-вокал (2001—2003) - Илья Лемберг (Спирин) — гитара, бэк-вокал (2003, 2019—2021, 2023) - Сергей «Чупэ» Метель — гитара, бэк-вокал (2004) - Валерий Аркадин — гитара, бэк-вокал (2004—2009, 2013—2019) - Николай Стравинский — гитара (2021—2023, c 2024) - Василий Лопатин — гитара, бэк-вокал (2023) |

## Дискография
| Студийные альбомы - «Switch-Blade Knaife» (1990) - «Пива для Наива» (1992) - «Dehumanized States Of America» (1994) - «Пост-алкогольные страхи» (1997) - «Оптом и в розницу» (2000) - «Форева» (2002) - «Rock'n'Roll мёртв?» (2003) - «Обратная сторона любви» (2006) - «Populism» (2015) - «Make Naïve Great Again» (2018) - «Симфопанк» Запись выбранных песен с оркестром Globalis (2021) Концертные альбомы и видео - «Рок» (2001) - «Живой и невредимый» (2004) - «Alter ego» (2007) - «Редкие видеозаписи. Зима 2000-2001» (2008) - «На Арене» (2015) - «35-летие группы НАИВ (Live at "1930 Moscow", 15 апреля 2023)» (2024) | Сборники - «Наивные песни» (трибьют, 2005) - «20 лет одиночества» (2009) - «The Best» (2018) Видеоклипы - Танки-панки (1990) - Dehumanized (1994) - Вася (1997) - Суперзвезда (2000) - Мама — анархия (2000) - Рок (2001) - Я не шучу (2002) - Н. Л. О. (2002) - NME ФАК ОФФ! (2003) - Сэ-ля-ви (Такова жизнь) (2004) - Обыватель (2006) - Что нам делать (2006) - Моё сердце (Не остановилось) (2007) - Надейся на себя (2008) - Трамп! Гоу Эвэй! (2017) - Герои нашего времени (2018) |  |

## Награды
- Лучший сайт группы — (RAMP 2006)